# Morgan Demiro-o-Domiro
Morgan Demiro-o-Domiro (Niza, 15 de marzo de 1995) es un deportista francés que compite en gimnasia en la modalidad de trampolín.
Ganó dos medallas en el Campeonato Mundial de Gimnasia en Trampolín de 2023 y dos medallas en el Campeonato Europeo de Gimnasia en Trampolín, en los años 2022 y 2024.

## Palmarés internacional
| Campeonato Mundial | Campeonato Mundial       | Campeonato Mundial | Campeonato Mundial |
| Año                | Lugar                    | Medalla            | Prueba             |
| ------------------ | ------------------------ | ------------------ | ------------------ |
| 2023               | Birmingham (Reino Unido) | Medalla de oro     | Equipo             |
| 2023               | Birmingham (Reino Unido) | Medalla de bronce  | Sincronizado       |
| Campeonato Europeo |                          |                    |                    |
| Año                | Lugar                    | Medalla            | Prueba             |
| 2022               | Rímini (Italia)          | Medalla de oro     | Equipo             |
| 2024               | Guimarães (Portugal)     | Medalla de plata   | Sincronizado       |